# Maria Neustift
Maria Neustift osztrák község Felső-Ausztria Steyrvidéki járásában. 2019 januárjában 1605 lakosa volt. 

## Elhelyezkedése

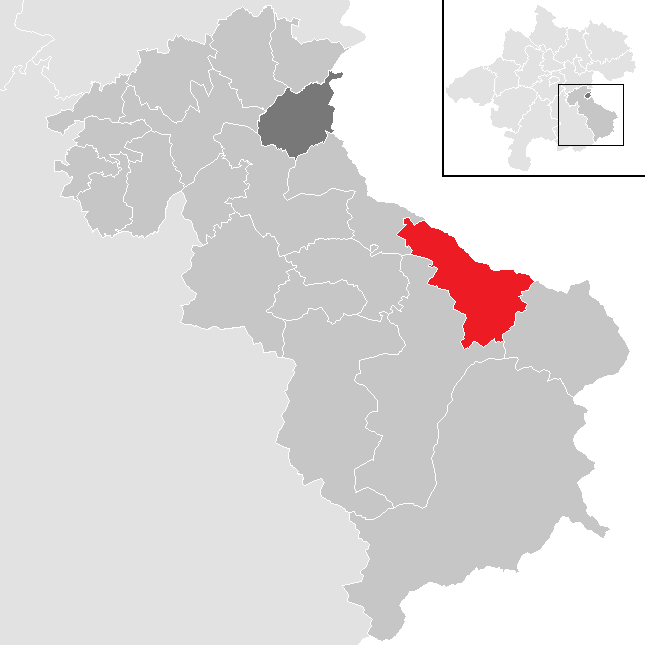
Maria Neustift a Steyrkörnyéki járásban

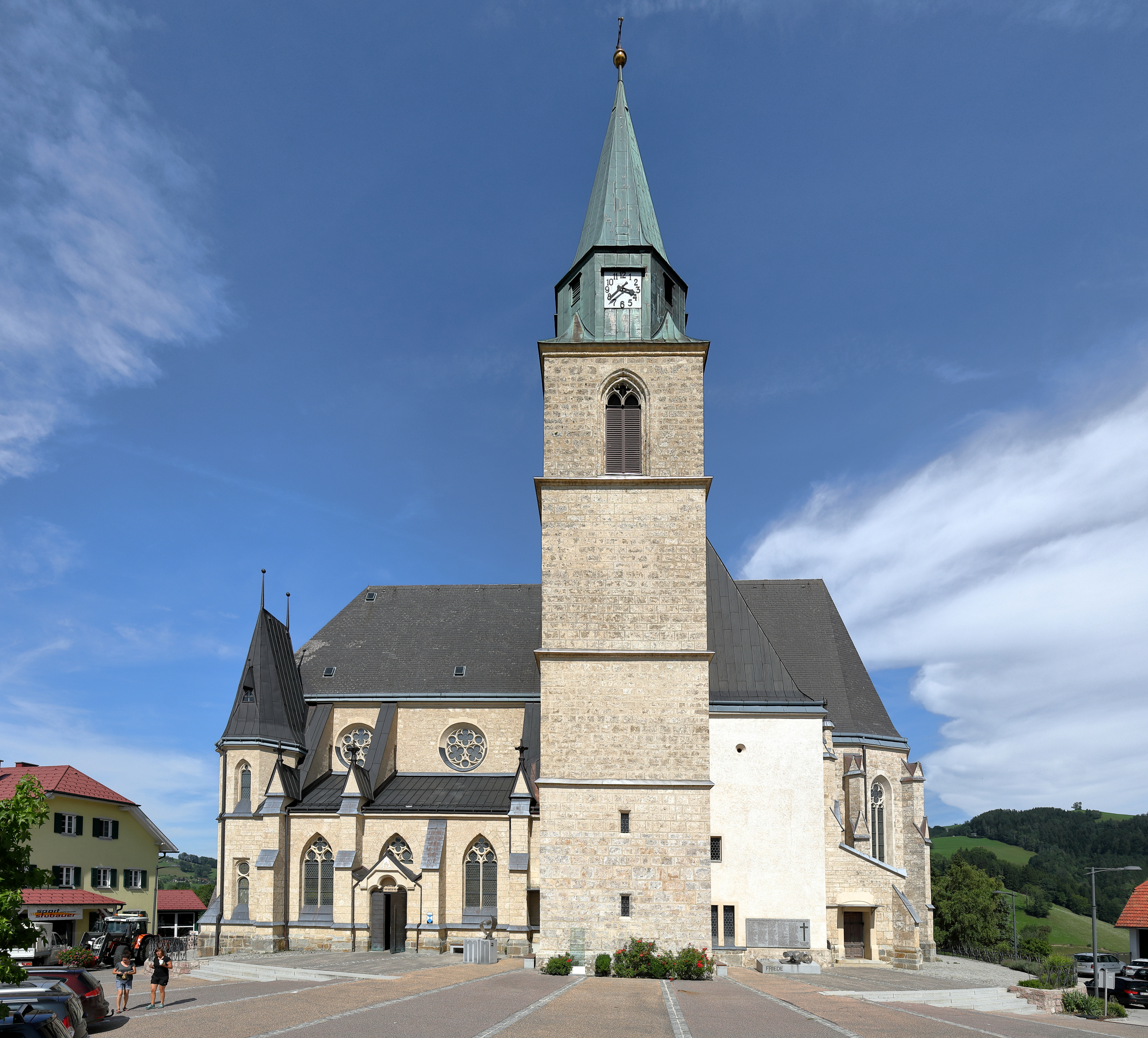
A Szűz Mária és Szt. Oszvald-templom

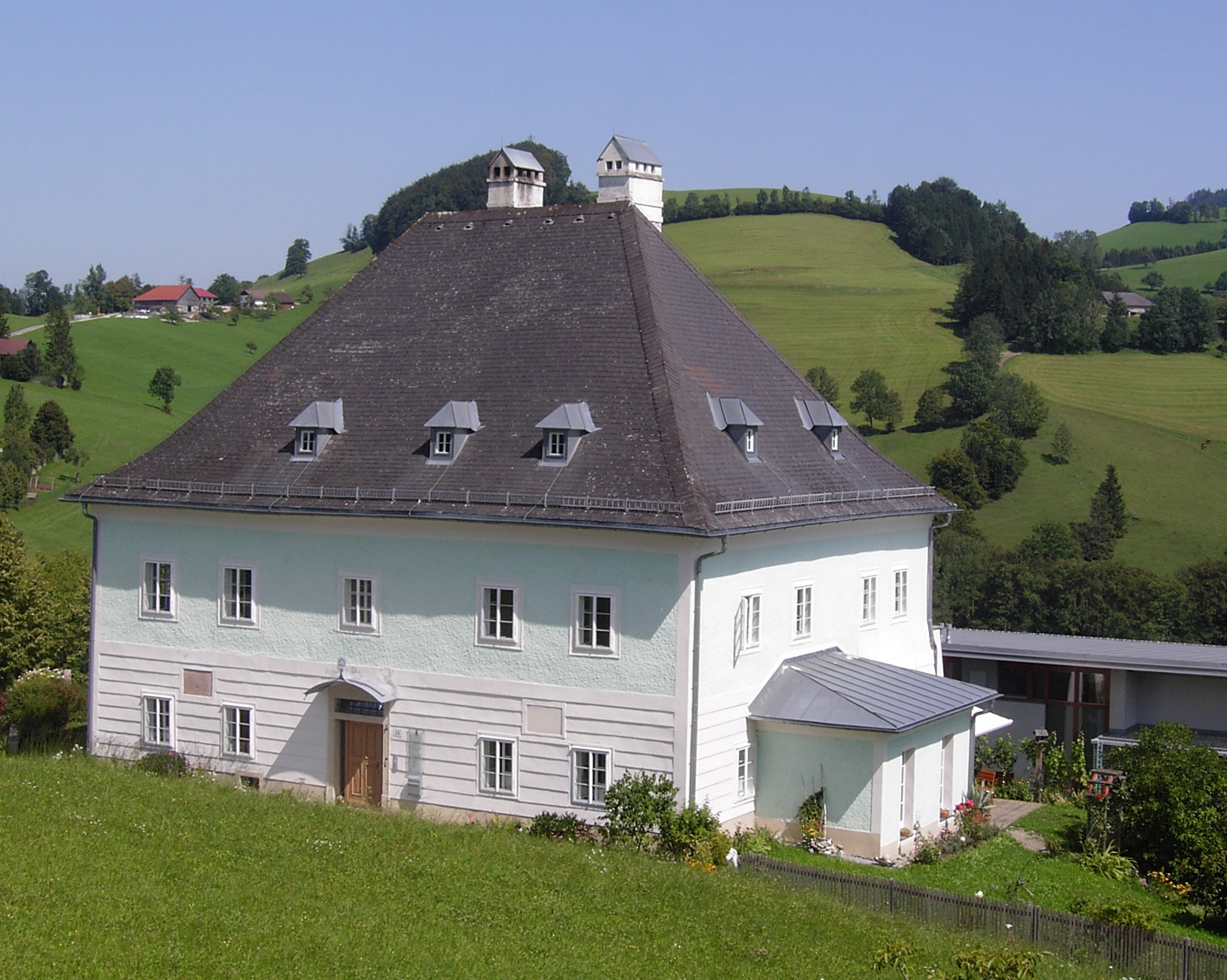
A katolikus plébánia

Maria Neustift a tartomány Traunviertel régiójában fekszik a Felső-ausztriai Elő-Alpok északkeleti peremén, a Neustiftbach folyó mentén. Területének 62,2%-a erdő, 62,6% áll mezőgazdasági művelés alatt. Az önkormányzat formálisan egyetlen települést tartalmaz, miután a 2000-es évek elején Neustift, Buchschachen, Dörfl, Grub, Blumau, Hofberg és Platten településeket egyesítették.  
A környező önkormányzatok: délkeletre Gaflenz, délnyugatra Großraming, északnyugatra Sankt Ulrich bei Steyr, északra Sankt Peter in der Au, északkeletre Ertl, keletre Waidhofen an der Ybbs (utóbbi három Alsó-Ausztriában). 

## Története
A legenda szerint két ellenségeskedő fivér, Gleiß és Hartweigstein várainak urai csaptak össze a falu mai területén. Hartweigstein vesztésre állt és ígéretet tett egy templom alapítására, ha sikerül megmenekülnie. Hirtelen köd szállt a tájra, így elmenekülhetett. A templom eredetileg kijelölt helyéről az építőanyagokat hollók szállították át a mai helyére. 
A garsteni bencés apátság 1124 körül épített a mai Mária-templom helyén egy kápolnát, amely fontos zarándokhellyé nőtte ki magát. A korlátozott önkormányzattal bíró kis település Steyr város birtoka volt. 1313-ban még csak 8 házat számláltak össze. 1490-ben megépült a gótikus kőtemplom. A házak száma a 19. század elején sem haladta meg a 40-et, a lakosoké pedig a 200-at. 1886-ban a templomot neogótikus stílusban átépítették. A községi önkormányzat 1851-ben alakult Neustift néven, csak 1934-ben változott meg Maria Neustiftre. 

## Lakosság
A Maria Neustift-i önkormányzat területén 2019 januárjában 1605 fő élt. A lakosságszám a csúcspontját 2001-ben érte el 1652 fővel, azóta némi csökkenés tapasztalható. 2017-ben a helybeliek 98,9%-a volt osztrák állampolgár; a külföldiek közül 0,4% a régi (2004 előtti), 0,3% az új EU-tagállamokból érkezett. 2001-ben a lakosok 99,1%-a római katolikusnak, 0,4% pedig felekezeten kívülinek vallotta magát. 
A népesség változása:

| 2016 | 1 580 |
| 2018 | 1 592 |

## Látnivalók
- a Szűz Mária és Szt. Oszvald plébánia- és kegytemplom
- a katolikus plébánia

## Fordítás
- Ez a szócikk részben vagy egészben  a   Maria Neustift című német Wikipédia-szócikk ezen változatának fordításán alapul.  Az eredeti cikk szerkesztőit annak laptörténete sorolja fel. Ez a jelzés csupán a megfogalmazás eredetét és a szerzői jogokat jelzi, nem szolgál a cikkben szereplő információk forrásmegjelöléseként.